# Anastasija Bajdiuk
Anastasija Bajdiuk, uk. Анастасія Байдюк (ur. 5 grudnia 1999) – ukraińska siatkarka posiadająca także obywatelstwo azerskie, grająca na pozycji przyjmującej. Od sezonu 2018/2019 zawodniczka WTS-u KDBS Bank Włocławek.
Córka siatkarki Iryny Bajdiuk, która grała na pozycji środkowej. W latach 1993–2005 występowała w polskich klubach: Kolejarz Katowice, Wisła Kraków, Nike Węgrów, Gwardia Wrocław, MKS Muszynianka Muszyna i Centrostal Bydgoszcz.

## Sukcesy klubowe
Mistrzostwo Azerbejdżanu:
- 2017[3]
- 2016